# François-Antoine Habeneck
François-Antoine Habeneck (Mézières, 1781. január 23. – Párizs, 1849. február 8.) francia hegedűművész.

## Életútja
Apjától, majd a párizsi Conservatoire-ban Pierre Baillot-nál tanult, és 1804-ben első díjat nyert. 1816-ban a királyi, majd az operai zenekar tagja, 1820 és 1846 között karnagya, sőt közben 1821–24-ben az opera igazgatója volt. Beethovent ő népszerűsítette 1806-ban alapított saját zenekarával, 1815-től mint az operai Concerts spirituels igazgatója is, a legnagyobb mértékben pedig az 1828-ban általa alapított Conservatoire-zenekarral. E tanintézetben 1824-től haláláig tanította a hegedűt, hírnevessé lett tanítványai: Jean-Delplhin Alard, Hubert Léonard és mások.